# Șieu-Măgheruș
Șieu-Măgheruș (en hongrois : Sajómagyarós) est une commune du județ de Bistrița-Năsăud en Transylvanie (Roumanie).